# بلاس کانتو
بلاس کانتو (به انگلیسی: Blas Cantó) (زاده ۲۶ اکتبر ۱۹۹۱) خواننده اسپانیایی است.
او نماینده اسپانیا در یوروویژن ۲۰۲۱ است.